# Вилаверде (Удине)
Вилаверде је насеље у Италији у округу Удине, региону Фурланија-Јулијска крајина.
Према процени из 2011. у насељу је живело 293 становника. Насеље се налази на надморској висини од 212 м.